# Protagonista

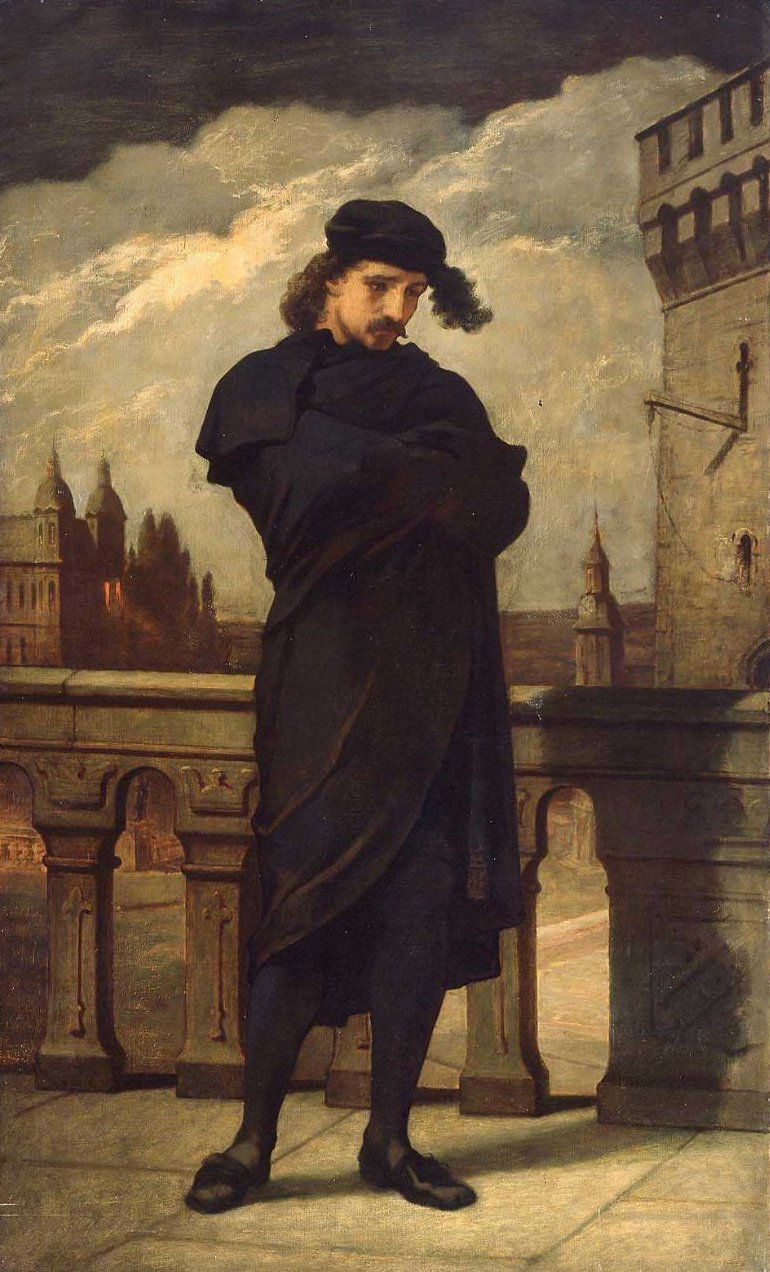
Shakespeare's Hamlet, Prince of Denmark. William Morris Hunt, oil on canvas, c. 1864

El protagonista (del griego antiguo πρωταγωνιστής, prōtagōnistḗs "el que hace el primer papel, actor principal") es el personaje principal de un drama o de una historia.
El protagonista es el personaje central, mientras que el antagonista es el que representa la oposición al protagonista. Igual que ocurre con los antagonistas, puede haber más de un protagonista en una historia.
El protagonista está en el centro de la historia, toma las decisiones clave y experimenta las consecuencias de esas decisiones. Es el que suele tener mayor interacción con todos los demás personajes que conforman la obra. Además, es el principal agente impulsor de la historia y suele ser el personaje que se enfrenta a los obstáculos más importantes. Si una historia contiene una subtrama, o es una narración compuesta por varias historias, cada subtrama puede tener su propio protagonista.

## Antigua Grecia
Los primeros ejemplos conocidos de un protagonista se encuentran en la antigua Grecia. Al principio, las representaciones dramáticas se limitaban a la danza y la recitación del coro. Luego, en la Poética, Aristóteles describe cómo un poeta llamado Tespis introdujo la idea de que un actor saliera y entablara un diálogo con el coro. Esta fue la invención de la tragedia, y ocurrió alrededor del año 536 a. C.. Luego el poeta Esquilo, en sus obras, introdujo un segundo actor, inventando la idea del diálogo entre dos personajes. A continuación, Sófocles escribió obras que incluían un tercer actor.
Una descripción del origen del protagonista citó que durante el período inicial del drama griego, el protagonista servía como autor, director y actor y que estos papeles solo se separaron y asignaron a diferentes individuos más tarde. También se afirma que el poeta no asignó o creó el protagonista, así como otros términos para los actores, como deuteragonista y tritagonista, principalmente porque solo dio a los actores su parte apropiada. Sin embargo, a estos actores se les asignaron sus zonas específicas en el escenario, con el protagonista entrando siempre por la puerta central o que la vivienda del deuteragonista (segundo personaje más importante) debía estar a la derecha, y la del tritagonista (tercer personaje más importante), a la izquierda.
En la antigua Grecia, el protagonista se distingue del término "héroe", que se utilizaba para referirse a un humano que se convertía en un ser semidivino en la narración.

## Ejemplos
Se puede considerar que la obra Hipólito de Eurípides tiene dos protagonistas, aunque uno a la vez. Fedra es la protagonista de la primera mitad (primer arco), que fallece a mitad de la obra. Su hijastro, el titular Hipólito, asume el papel dominante en la segunda mitad (segundo arco) de la obra.
En la obra de Henrik Ibsen, El maestro de obras (en inglés The Master Builder), el protagonista es el arquitecto Halvard Solness. La joven Hilda Wangel, cuyas acciones conducen a la muerte de Solness, es la antagonista.
En la obra de William Shakespeare, Romeo y Julieta, Romeo es el protagonista. Persigue activamente su relación con Julieta, y el público se implica en esa historia. Tybalt, como antagonista, se opone a Romeo e intenta frustrar la relación.
En otra obra de Shakespeare, Hamlet, el protagonista es el príncipe Hamlet, que busca venganza por el asesinato de su padre. El antagonista es el personaje que más se opone a Hamlet, Claudio (aunque, en muchos sentidos, Hamlet es su propio antagonista).

## Villanos como protagonistas
En ciertos casos, el protagonista no es exactamente una buena persona. El villano protagónico, aunque sea el personaje central de la historia, no tiene la naturaleza heroica y gentil tradicionalmente identificada con los personajes principales (aunque todavía posee cualidades positivas). Son personajes que actúan como auténticos villanos, pero que son los protagonistas de una serie, libro, película o videojuego quienes para lograr sus deseos se deben enfrentar a antagonistas que pueden ser héroes o villanos más malvados. Algunos ejemplos son: Eric Cartman (South Park), Patrick Bateman (American Psycho), Humbert Humbert (Lolita), Chucky (Child's Play), Light Yagami (Death Note) o los personajes principales de la serie de videojuegos GTA. Los protagonistas malvados a menudo son considerados como antihéroes o protagonistas antagónicos.

## Salida del protagonista
En algunos casos, el protagonista de la trama sale de la misma y su rol es ocupado por otro o se le da mayor importancia al resto de los personajes. En el caso de las series de televisión o películas, estos hechos se dan ya sea a fallecimiento, renuncia o despido de los actores que encarnan el papel principal,  lo que pone en duda la conveniencia de seguir adelante. Sin embargo, no son precisamente pocas las series que tuvieron que hacer frente al mismo problema o a uno similar a continuación un listado de ejemplos.
- Rick Grimes fue el protagonista de The Walking Dead (serie de televisión) desde su primera temporada hasta la temporada nueve, en la que el actor renunció y su personaje desaparece.
- Batwoman / Kate Kane fue la protagonista de Batwoman (serie de televisión) en su primera temporada, posteriormente su intérprete renunció al programa.
- Madison Clark fue la protagonista de Fear the Walking Dead desde su primera temporada hasta su cuarta temporada, en donde el personaje presumiblemente muere por decisión de los productores del programa. Sin embargo, el personaje retoma su protagonismo en la segunda parte de la última temporada.